# Акуйоби, Хамди
Хамди Джоби Акуйоби (англ. Hamdi Jobi Akujobi; родился 12 января 2000 года, Роттердам, Нидерланды) — нигерийский футболист, правый защитник.

## Клубная карьера
Акуйоби — воспитанниr клубов «Фейеноорд», ВВА/Спартан и «Херенвен». 4 августа 2019 года в матче против «Хераклеса» он дебютировал в Эредивизи, в составе последнего.
В июле 2022 года перешёл в «Алмере Сити», подписав с клубом двухлетний контракт. 2 августа дебютировал за клуб в матче Эрстедивизи против ВВВ-Венло. 12 августа забил дебютный гол в матче с ТОП Осс.